# Voivodato di Serbia

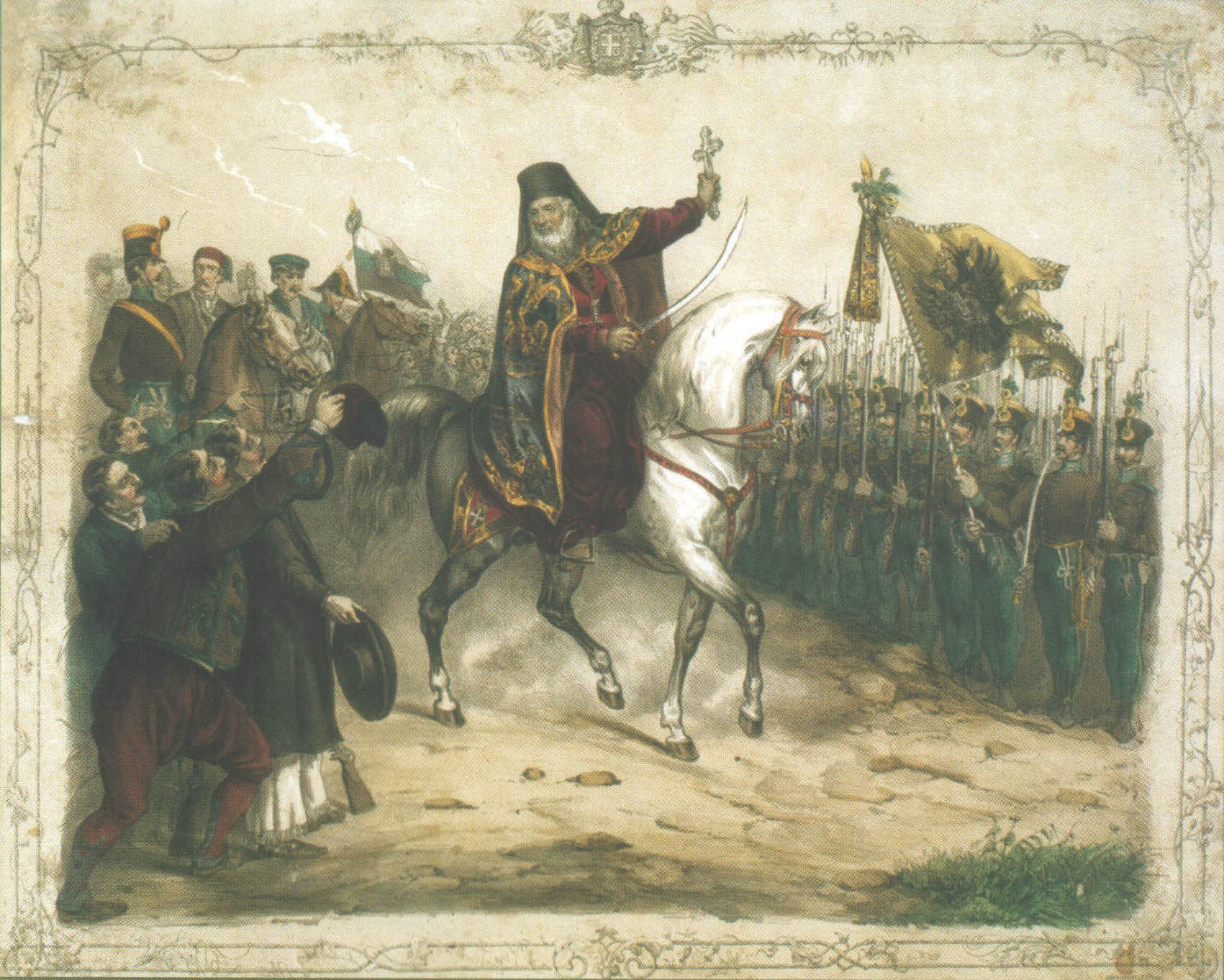
Il patriarca serbo Josif Rajačić benedice l'esercito della Vojvodina serba nel 1848

Il Voivodato di Serbia fu una provincia serba di breve durata che si proclamò provincia autonoma serba all'interno dell'Impero austriaco durante la Rivoluzione del 1848 e che durò fino al 1849, quando fu trasformata nella nuova, ufficiale, provincia austriaca chiamata Voivodato di Serbia e Banato di Temes.

## Nome
In tedesco, era nota come Serbische Woiwodina. In serbo è anche nota come Srpsko Vojvodstvo (in serbo Српско Војводство?; in tedesco Serbische Woiwodschaft), Vojvodovina serba (in serbo Српска Војводовина?, Srpska vojvodovina) e Vojvodovina di Serbia (in serbo Војводовина Србија?, Vojvodovina Srbija).

## Storia
Durante la Rivoluzione ungherese del 1848, gli ungheresi chiesero l'indipendenza dall'Impero austriaco. Comunque essi non riconoscevano i diritti nazionali di altre nazionalità che a quel tempo vivevano nel Regno asburgico di Ungheria, cosicché i Serbi di Vojvodina intrapresero azioni per separarsi dal Regno d'Ungheria (che allora era parte dell'Austria asburgica).
Desiderando esprimere la loro individualità nazionale e confrontarsi con le nuove autorità ungheresi, i Serbi dichiararono la costituzione della "Vojvodina serba" (Ducato di Serbia) all'Assemblea di maggio in Sremski Karlovci (13-15 maggio 1848). La Vojvodina serba era costituita dalle regioni di Sirmia, Bačka, Banato e Baranja.
I Serbi formarono anche un'alleanza politica con il regno di Croazia "basato su libertà e perfetta eguaglianza". Essi riconobbero anche la nazionalità rumena.
Il metropolita di Sremski Karlovci, Josif Rajačić, fu eletto patriarca, mentre Stevan Šupljikac primo duca (Voivode). Fu formato un Comitato Nazionale come nuovo governo della Vojvodina Serba. Al posto del vecchio regime feudale fu fondata un nuovo regno basato sul Consiglio Nazionale.
Nel 1840, i Serbi formavano la maggioranza relativa con il 49.1% in Vojvodina (rispetto alla maggioranza assoluta del 51.1% nel 1828). Oltre ai Serbi, queste zone erano anche popolate da alcuni altri gruppi etnici quali Ungheresi, Tedeschi, Rumeni e Croati. Il nuova governo ungherese rispose alle azioni politiche dei Serbi con l'uso della forza: il 12 giugno 1848 scoppiò la guerra tra Serbi e Ungheresi. L'Austria prese le parti del Regno d'Ungheria fin dal primo momento, mentre i Serbi ebbero l'aiuto di volontari dal Principato di Serbia. Una conseguenza di questa guerra fu l'espansione delle fazioni conservatrici.
All'inizio del 1849, mentre l'esercito austriaco perdeva la battaglia contro gli ussari ungheresi, i circoli feudali e clericali della Vojvodina formarono un'alleanza con l'Austria. Truppe serbe dalla Vojvodina si unirono all'esercito asburgico e aiutarono nella repressione della rivolta in Ungheria. Con l'aiuto della Russia imperiale le forze della reazione smorzarono la rivoluzione nell'estate del 1849, sconfiggendo il movimento nazionale ungherese nella monarchia asburgica.
Dopo la sconfitta della rivoluzione ungherese, per decisione dell'Imperatore dell'Austria nel novembre 1849, fu creata una zona della Corona austriaca nota come Voivodato di Serbia e Banato di Temes, quale successore della Vojvodina serba. I Serbi non furono completamente soddisfatti del nuovo voivodato, che era etnicamente misto e comprendeva parti orientali di etnia rumena del Banato, ma escludeva alcune zone a maggioranza serba.

## Capitali
Il primo capoluogo della Vojvodina serba fu Sremski Karlovci. Successivamente la capitale fu trasferita a Zemun, Veliki Bečkerek (oggi nota come Zrenjanin) e Temišvar (Timișoara).

## Capi
- Stevan Šupljikac, primo voivoda (duca) della Vojvodina serba (1848).
- Josif Rajačić, amministratore della Vojvodina serba (1848-1849).

## Galleria d'immagini

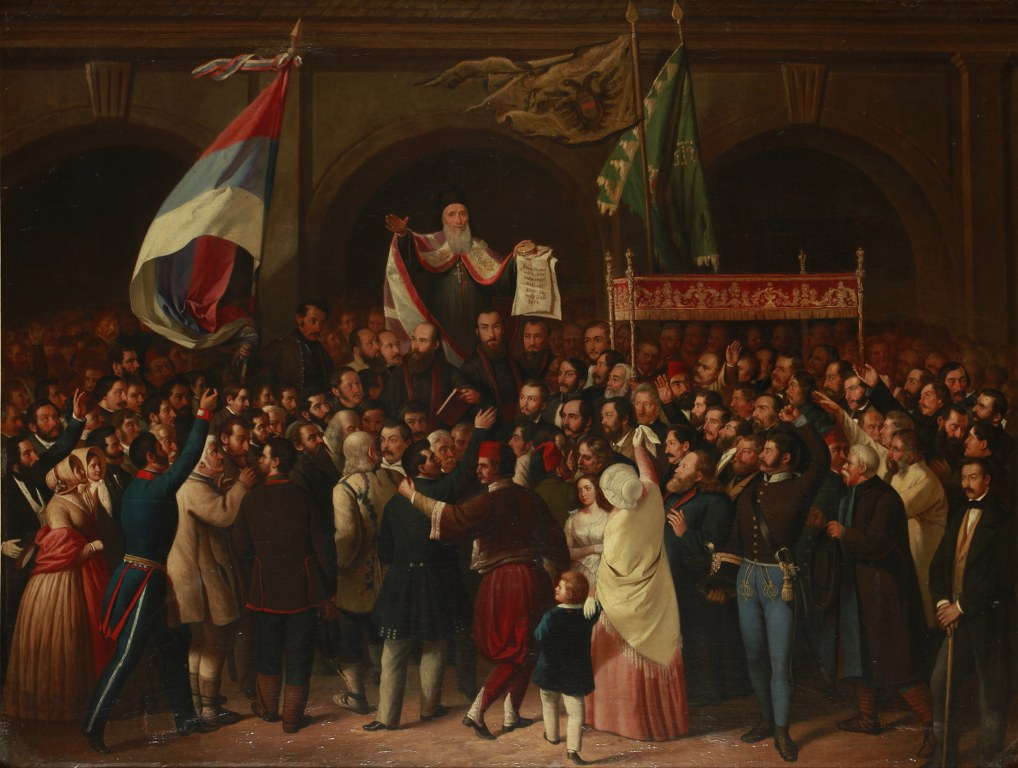
Proclamazione della Vojvodina Serba nel 1848 a Sremski Karlovci
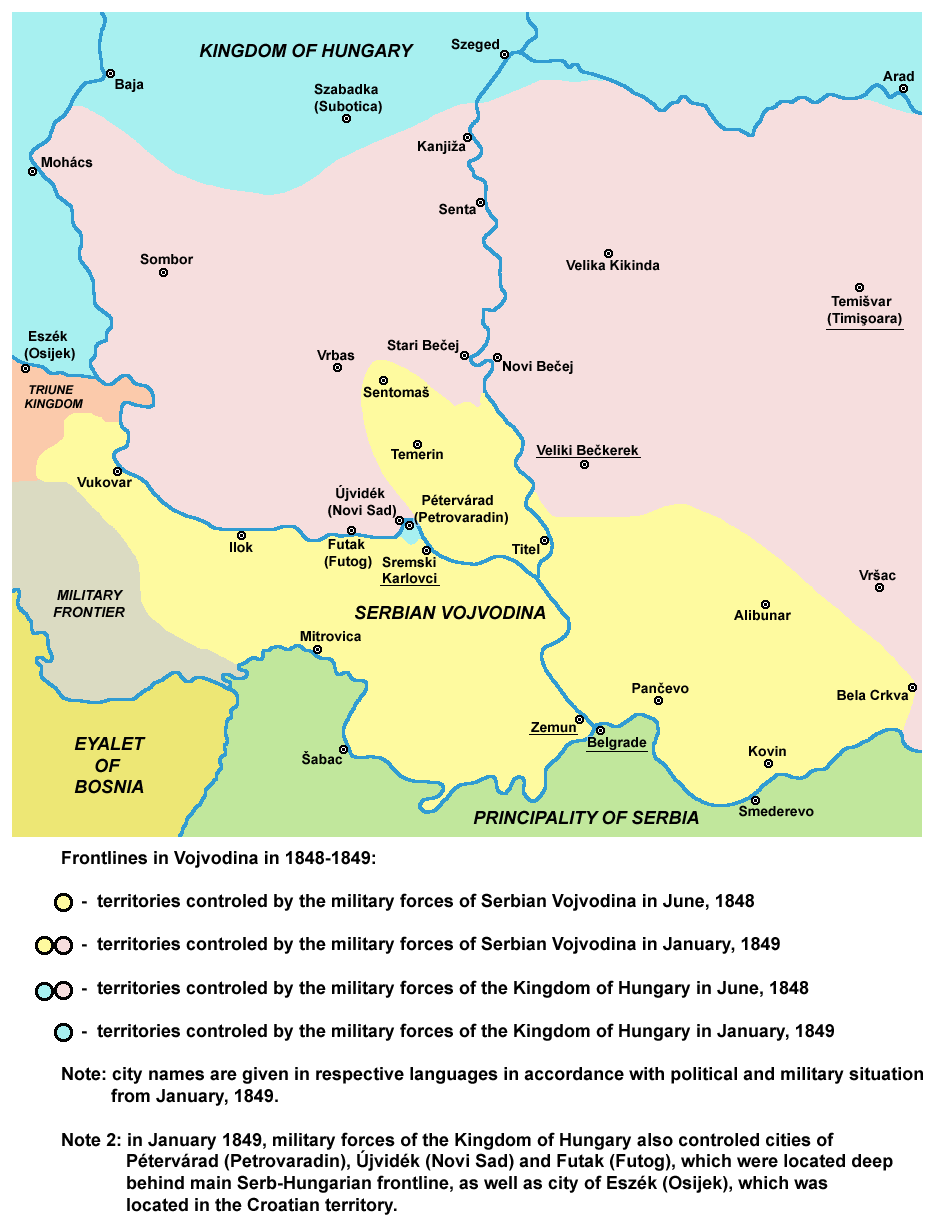
Linea del fronte in Vojvodina dal 1848 al 1849
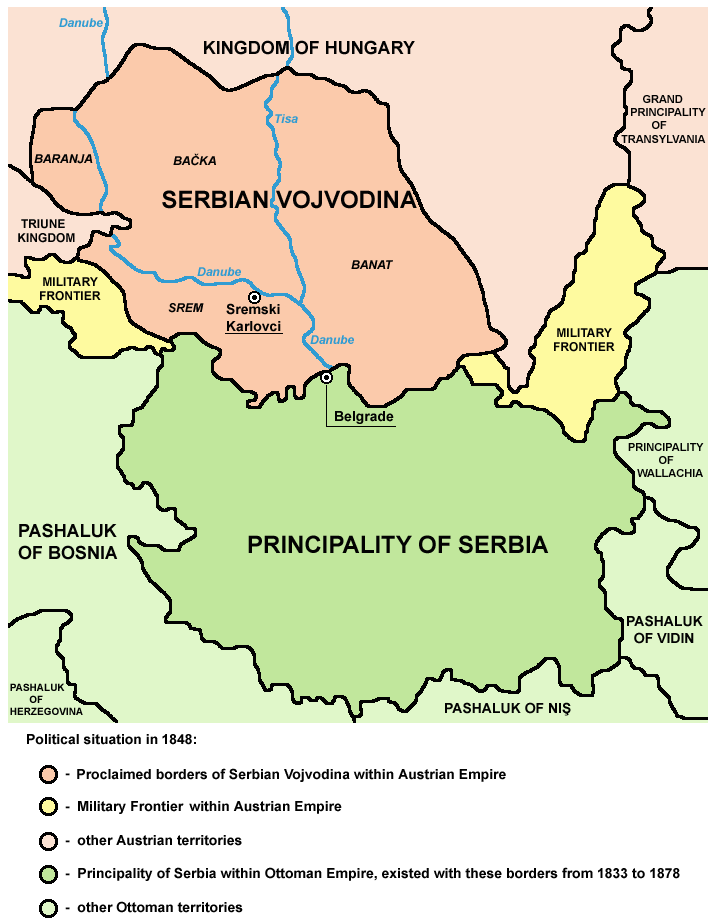
Principato di Serbia e Vojvodina Serba nel 1848.
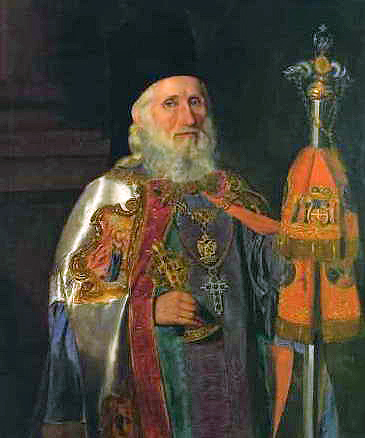
Josif Rajačić (1785–1861), amministratore della Vojvodina serba
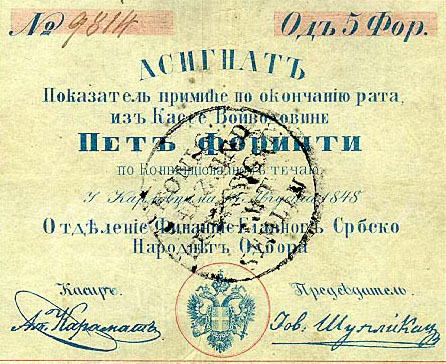
Un assegno con gli stemmi della Vojvodina serba dal 1848